# Wspólnota Demokratycznego Wyboru
     członkowie
     obserwatorzy

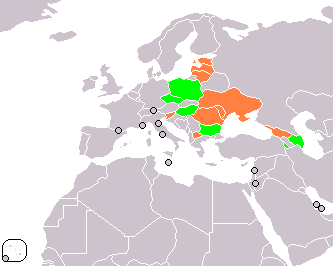
Wspólnota Demokratycznego Wyboru (WDW):
członkowie
obserwatorzy

Wspólnota Demokratycznego Wyboru (WDW) – nieformalne stowarzyszenie państw zwane też Alternatywą WNP, zainicjowane 12 sierpnia 2005 podczas wizyty prezydenta Ukrainy Wiktora Juszczenki w Gruzji tzw. deklaracją bordżomską. W dniach 1-2 grudnia w Kijowie odbyło się I Forum Wspólnoty Demokratycznego Wyboru, zakończone podpisaniem deklaracji końcowej, powołującej WDW. Według przyjętej deklaracji Wspólnota jest ruchem na rzecz demokracji i praw człowieka, utrwalania stabilności i rozwiązywania konfliktów w regionie. W forum uczestniczyli przedstawiciele 15 państw (m.in. Wiktor Juszczenko, Micheil Saakaszwili, Aleksander Kwaśniewski i Valdas Adamkus), OBWE, Rady Europy oraz organizacji pozarządowych regionu bałtycko-czarnomorsko-kaspijskiego.